# Estonia ai XXI Giochi olimpici invernali
L'Estonia ha partecipato ai XXI Giochi olimpici invernali di Vancouver, che si sono svolti dal 12 al 28 febbraio 2010, con una delegazione di 30 atleti.

## Medaglie
| Medaglia | Nome                 | Sport        | Evento                 |
| -------- | -------------------- | ------------ | ---------------------- |
| Argento  | Kristina Šmigun-Vähi | Sci di fondo | 10 km a tecnica libera |

## Biathlon
| Gara                 | Atleta                                                | Penalità    | Tempo d'arrivo | Posizione |
| -------------------- | ----------------------------------------------------- | ----------- | -------------- | --------- |
| 10 km sprint         | Martten Kaldvee                                       | 3 (2+1)     | 28'07"7        | 74        |
| 10 km sprint         | Kauri Kõiv                                            | 2 (1+1)     | 26'56"0        | 48        |
| 10 km sprint         | Roland Lessing                                        | 3 (2+1)     | 27'26"0        | 62        |
| 10 km sprint         | Indrek Tobreluts                                      | 1 (0+1)     | 26'18"9        | 31        |
| 12,5 km inseguimento | Kauri Kõiv                                            | 4 (0+1+2+1) | 37'45"5        | 50        |
| 12,5 km inseguimento | Indrek Tobreluts                                      | 5 (2+0+2+1) | 37'29"0        | 48        |
| 20 km individuale    | Martten Kaldvee                                       | 6 (1+1+2+2) | 57'56"7        | 81        |
| 20 km individuale    | Kauri Kõiv                                            | 3 (1+0+1+1) | 53'22"4        | 44        |
| 20 km individuale    | Roland Lessing                                        | 5 (3+0+1+1) | 55'29"8        | 65        |
| 20 km individuale    | Priit Viks                                            | 1 (1+0+0+0) | 51'38"1        | 20        |
| Staffetta 4x7,5 km   | Priit Viks Kauri Koiv Indrek Tobreluts Roland Lessing | 3+7 0+3     | 1h 28'16"5     | 14        |

| Gara               | Atleta                                               | Penalità    | Tempo d'arrivo | Posizione |
| ------------------ | ---------------------------------------------------- | ----------- | -------------- | --------- |
| 7,5 km sprint      | Sirli Hanni                                          | 2 (2+0      | 23'57"8        | 84        |
| 7,5 km sprint      | Kadri Lehtla                                         | 2 (2+0)     | 22'34"2        | 64        |
| 7,5 km sprint      | Eveli Saue                                           | 2 (1+1)     | 22'23"3        | 55        |
| 7,5 km sprint      | Kristel Viigipuu                                     | 2 (0+2)     | 23'57"1        | 83        |
| 10 km inseguimento | Eveli Saue                                           | 7 (1+2+4+ ) | doppiata       | doppiata  |
| 15 km individuale  | Kadri Lehtla                                         | 2 (1+0+1+0) | 45:43.0        | 45        |
| 15 km individuale  | Eveli Saue                                           | 2 (1+0+0+1) | 45:27.9        | 42        |
| Staffetta 4x6 km   | Kadri Lehtla Eveli Saue Sirli Hanni Kristel Viigipuu | 2+9 0+7     | 1h 17'55"5     | 18        |

## Pattinaggio di figura
| Gara                  | Atleta                      | Obbligatorio | Obbligatorio | Breve/Originale | Breve/Originale | Libero | Libero | Totale | Totale |
| Gara                  | Atleta                      | Punti        | Pos.         | Punti           | Pos.            | Punti  | Pos.   | Punti  | Pos.   |
| --------------------- | --------------------------- | ------------ | ------------ | --------------- | --------------- | ------ | ------ | ------ | ------ |
| Individuale femminile | Jelena Glebova              |              |              | 50,80           | 20              | 83,39  | 22     | 134,19 | 21     |
| Gara a coppie         | Maria Sergejeva Ilja Glebov |              |              | 42,18           | 18              | 82,72  | 19     | 124,90 | 19     |
| Danza su ghiaccio     | Irina Štork Taavi Rand      | 21,73        | 23           | 35,21           | 23              | 58,24  | 23     | 115,18 | 23     |

## Sci alpino
| Gara    | Atleta       | 1° manche  | 2° manche | Tempo totale | Posizione |
| ------- | ------------ | ---------- | --------- | ------------ | --------- |
| Slalom  | Deyvid Oprja | non finito |           |              |           |
| Gigante | Deyvid Oprja | 1'29"27    | 1'31"51   | 3'00"78      | 66        |

| Gara    | Atleta        | 1° manche  | 2° manche | Tempo totale | Posizione |
| ------- | ------------- | ---------- | --------- | ------------ | --------- |
| Slalom  | Tiiu Nurmberg | 58"91      | 59"08     | 1'57"99      | 42        |
| Gigante | Tiiu Nurmberg | non finito |           |              |           |

## Sci di fondo
| Gara                        | Atleta                                       | Tempo d'arrivo | Posizione |
| --------------------------- | -------------------------------------------- | -------------- | --------- |
| 15 km a tecnica libera      | Aivar Rehemaa                                | 36'13"5        | 51        |
| 15 km a tecnica libera      | Karel Tammjärv                               | 37'38"4        | 67        |
| 30 km inseguimento          | Kaspar Kokk                                  | 1h 22'40"3     | 42        |
| 30 km inseguimento          | Aivar Rehemaa                                | 1h 21'15"8     | 37        |
| 30 km inseguimento          | Karel Tammjärv                               | 1h 23'02"9     | 46        |
| 50 km con partenza in linea | Algo Kärp                                    | 2h 13'49"6     | 41        |
| 50 km con partenza in linea | Jaak Mae                                     | 2h 10'41"3     | 30        |
| 50 km con partenza in linea | Aivar Rehemaa                                | 2h 10'57"6     | 34        |
| 50 km con partenza in linea | Andrus Veerpalu                              | 2h 05'41"6     | 6         |
| Staffetta 4x10 km           | Algo Kärp Jaak Mae Aivar Rehemaa Kaspar Kokk | 1h 51'41"2     | 14        |

| Gara              | Atleta                      | Qualificazioni | Qualificazioni | Quarti di finale | Quarti di finale | Semifinali | Semifinali | Finale | Finale    |
| Gara              | Atleta                      | Tempo          | Pos.           | Tempo            | Pos.             | Tempo      | Pos.       | Tempo  | Posizione |
| ----------------- | --------------------------- | -------------- | -------------- | ---------------- | ---------------- | ---------- | ---------- | ------ | --------- |
| Individuale       | Kein Einaste                | 3'59"19        | 59             |                  |                  |            |            |        |           |
| Individuale       | Peeter Kümmel               | 3'37"99        | 9              | 3'42"4           | 3                |            |            |        |           |
| Individuale       | Anti Saarepuu               | 3'45"44        | 42             |                  |                  |            |            |        |           |
| Individuale       | Timo Simonlatser            | 3'40"65        | 25             | 3'42"2           | 6                |            |            |        |           |
| Sprint di squadra | Anti Saarepuu Peeter Kümmel |                |                |                  |                  | 19'27"6    | 8          |        |           |

| Gara                        | Atleta               | Tempo d'arrivo | Posizione  |
| --------------------------- | -------------------- | -------------- | ---------- |
| 10 km a tecnica libera      | Tatjana Mannima      | 28'13"0        | 58         |
| 10 km a tecnica libera      | Kristina Šmigun-Vähi | 25'05"0        |            |
| 15 km inseguimento          | Tatjana Mannima      | 44'24"2        | 44         |
| 15 km inseguimento          | Kristina Šmigun-Vähi | non finito     | non finito |
| 15 km inseguimento          | Kaija Udras          | non finito     | non finito |
| 30 km con partenza in linea | Tatjana Mannima      | 1h 40'51"3     | 42         |
| 30 km con partenza in linea | Kristina Šmigun-Vähi | 1h 35'27"2     | 28         |

| Gara              | Atleta                   | Qualificazioni | Qualificazioni | Quarti di finale | Quarti di finale | Semifinali | Semifinali | Finale | Finale    |
| Gara              | Atleta                   | Tempo          | Pos.           | Tempo            | Pos.             | Tempo      | Pos.       | Tempo  | Posizione |
| ----------------- | ------------------------ | -------------- | -------------- | ---------------- | ---------------- | ---------- | ---------- | ------ | --------- |
| Individuale       | Triin Ojaste             | 3'52"31        | 37             |                  |                  |            |            |        |           |
| Individuale       | Kaija Udras              | 3'51"05        | 31             |                  |                  |            |            |        |           |
| Sprint di squadra | Kaija Udras Triin Ojaste |                |                |                  |                  | 20'02"2    | 8          |        |           |